# Monumento a Giuseppe Garibaldi

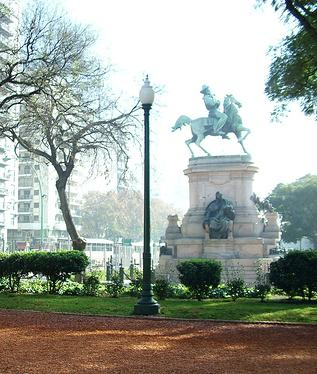

O Monumento a Giuseppe Garibaldi é uma estátua equestre em honra de Giuseppe Garibaldi, localizada na Plaza Italia, bairro de Palermo, em Buenos Aires, Argentina.
Giuseppe Garibaldi (1807 — 1882) foi um militar e político italiano. Quando jovem incorporou-se aos carbonários, uma sociedade patriótica de revolucionários italianos, tendo de fugir da Itália depois de uma tentativa fracassada de insurreição. Após participar da Guerra dos Farrapos, contribuiu para a independência do Uruguai. Regressou à Itália como comandante durante o Risorgimento. É conhecido como "Herói dos Dois Mundos", em homenagem a suas expedições militares na América do Sul e Europa.
O monumento foi doado pela comunidade italiana, construido pelo escultor italiano Eugenio Maccagnani, com base no monumento localizado em Bréscia, na Itália. Foi inaugurado em 19 de junho de 1904.